# كأس ولي العهد 2012–13
كأس ولي العهد 2012–13 هي النسخة العشرين من بطولة كأس ولي العهد الكويتي، والتي أقيمت في موسم 2012–13. و استطاع نادي القادسية الكويتي الفوز باللقب للمرة السابعة في تاريخه. بعدما تأهل إلى المباراة النهائية نادي القادسية الكويتي ونادي العربي الكويتي، وأستطاع نادي القادسية الكويتي بأن يفوز بنتيجة 3-1. سجل أهداف نادي القادسية كل من مساعد ندا وبدر المطوع "هدفين"، بينما سجل لنادي العربي أحمد هايل.